# Infundibulicybe squamulosa
Espèce
Infundibulicybe squamulosa est une espèce de champignons basidiomycètes de la famille des Tricholomataceae.

## Description du sporophore
Chapeau jusqu'à 10 cm de diamètre, déprimé, brun roussâtre à marge un peu côtelée.

## Répartition et habitats
Forêts et clairières d'Europe.

## Systématique
Le nom correct complet (avec auteur) de ce taxon est Infundibulicybe squamulosa (Pers.) Harmaja, 2003.
L'espèce a été initialement classée dans le genre Agaricus sous le basionyme Agaricus squamulosus Pers., 1801.
Infundibulicybe squamulosa a pour synonymes :
- Agaricus squamulosus Pers., 1801
- Clitocybe sinopicoides Peck, 1912
- Clitocybe subsquamata Murrill, 1915
- Clitocybe subsquamosa Murrill, 1915
- Infundibulicybe squamulosa (Pers.) Harmaja, 2003
- Omphalia infundibuliformis var. squamulosa (Persoon) Quélet, 1886

## Publication originale
- Harri Harmaja, « Notes on Clitocybe s. lato (Agaricales) », Annales Botanici Fennici, vol. 40,‎ 19 juin 2003, p. 213-218 (ISSN 0003-3847, lire en ligne)